# Mezzopiano

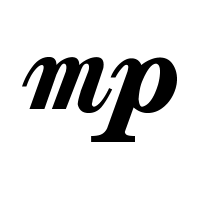
Aanduiding van mezzopiano in een muziekstuk.

Mezzopiano  is een Italiaanse muziekterm voor dynamieknotatie die aangeeft dat een passage gematigd zacht gespeeld moet worden. Mezzopiano wordt aangegeven met mp in vette cursieve schreefletters onder de betreffende partij, en in partijen met twee balken zoals voor piano tussen de balken, tenzij beide balken verschillende dynamiek benodigen.